# Marshalling

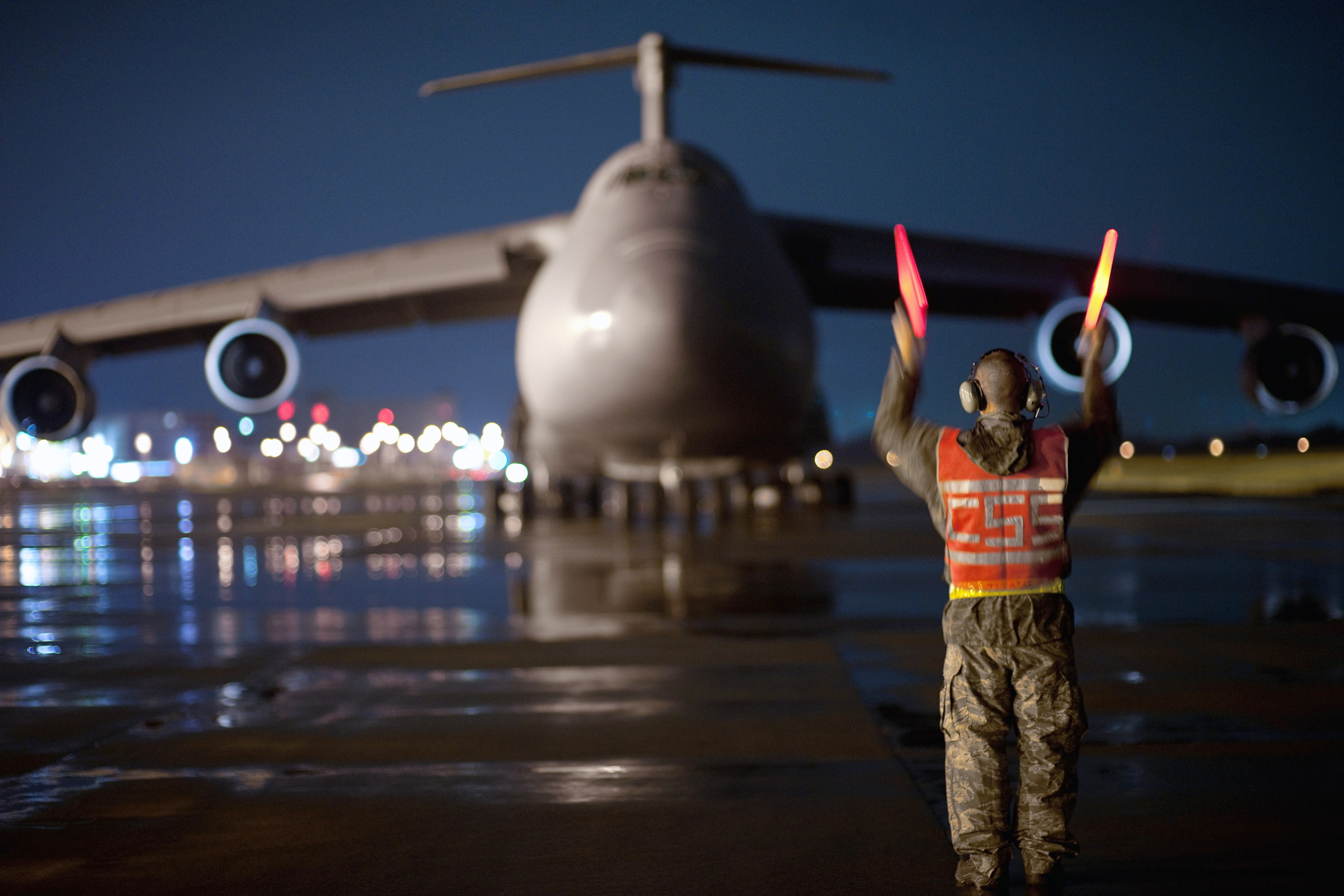
Een marshaller van de USAF geeft aanwijzingen aan een Lockheed C-5 Galaxy bij het parkeren op Yokota Airbase, Japan

Marshalling is het loodsen van een vliegtuig met handgebaren.
Marshalling is een onderdeel van de grondafhandeling. Met handsignalen wordt een vliegtuig of helikopter naar een plek geleid. 
De marshaller staat vóór de plek waar het vliegtuig moet stoppen. Hij draagt reflecterende kleding. Met gekleurde bats - gelijkend op tafeltennisbats - gekleurde handschoenen of lichtgevende sticks geeft hij aanwijzingen. De marshaller kan verschillende signalen geven, die variëren van besturingssignalen tot operatiesignalen.
Een andere taak van de marshaller is vaak het besturen van een follow-me-auto, waarmee hij het vliegtuig de weg wijst naar de startbaan of het platform.

## Gebruik
Marshalling wordt vaak toegepast op kleinere vliegvelden die niet over een automatisch systeem voor loodsing beschikken. Op grote vliegvelden wordt marshalling toegepast op kleine platformen, zonder gates of bij zeer kleine vliegtuigen. 

## Handsignalen bij vliegtuigen

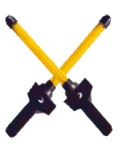
Lichtgevende sticks voor het marshallen

Alles veilig
Volg de aanwijzingen van de marshaller
Zet blokken voor de wielen
Haal blokken weg
Start motoren
Schakel motoren uit
Recht vooruit
Stuur naar links
Stuur naar rechts
Afremmen
Stop (noodstop)

## Trivia
In de autosport is een marshaller een hulpverlener die assisteert naast de baan. Marshallers gebruiken diverse kleuren vlaggen om signalen aan de coureurs door te geven en assisteren als een auto betrokken is bij een ongeval.